# Русский дом (Белград)
Ру́сский дом, полный вариант названия — Русский дом памяти Императора Николая II (1932—1944), Дом советской культуры (1947—1994), Росси́йский центр нау́ки и культу́ры (РЦНК) «Русский дом» (с 1994 г.) (серб. Руски центар за науку и културу «Руски дом» / Ruski centar za nauku i kulturu «Ruski dom») — одно из 44 зарубежных представительств Россотрудничества МИД России по продвижению русского языка, российской науки и культуры. Подарок русской эмиграции от короля Югославии Александра I.
Находится в столице Сербии городе Белград в пределах муниципалитета Стари-Град на улице Королевы Наталии (бывшей улице Народного фронта), дом 33, занимая одноимённое здание.

## История

### В Королевстве

#### Идея
После Октябрьской революции 1917 года большое количество бывших подданных Российской империи эмигрировало в Королевство сербов, хорватов и словенцев (будущую Югославию). В 1920-е годы число осевших в этой стране россиян достигало 70 тыс. человек (по другим данным до 44 тыс.).
С 1920 года адаптацией русской эмиграции к жизни в королевстве стала заведовать специально созданная Государственная комиссия по устройству русских беженцев. Председатель Совета министров Никола Пашич на заседании скупщины заявлял в январе 1922 года:
Мы сейчас приняли русских эмигрантов и мы их принимаем без различия, к какой партии они принадлежат, мы в это не вмешиваемся. Мы только желаем, чтобы они остались у нас, мы их примем как своих братьев, и пусть они располагают свободой.

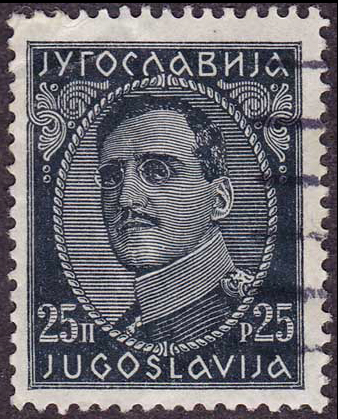
Король Александр I

Выдвинутая русской общиной идея создания своего культурного центра в Белграде была охотно поддержана королём Александром I, патриархом Сербской православной церкви Варнавой, а также многими политиками и деятелями культуры королевства.
В 1928 году в Белграде был учреждён Русский культурный комитет (РКК; сербохорв. Руски културни одбор / Ruski kulturni odbor) под покровительством академика-слависта Александра Белича, выпускника Императорского Московского университета и, позже, председателя Сербской королевской академии наук. Одним из основных направлений деятельности комитета Белича стало содействие появлению такого центра. Югославские власти выделили российским культурным организациям значительные денежные ассигнования.
Заложен 22 июня 1931 года и торжественно открыт 4 сентября 1933 года (по другим данным — 9 апреля 1933). Русский дом имени императора Николая II — старейший иностранный культурный центр в столице страны и старейший дом российской культуры в Европе. В основание Дома была замурована грамота со словами о русско-югославском братстве и посвящением Николаю II, а также признательностью королю Александру. Внутри здания были помещены две плиты с благодарностями двум монархам — «защитнику сербов» Николаю II и «защитнику русских» Александру I.
На открытии Русского дома присутствовали члены королевской семьи во главе с королевой-консорт Марией, премьер-министр Милан Сршкич, видные представители югославской интеллигенции. Председатель комитета по строительству Дома академик Александр Белич на церемонии открытия отметил:
Весь внеславянский мир, охотно говоривший об отсталости России, об этом огромном славянском медведе, не признававший за Россией ничего кроме её очевидной величины и многолюдности, забыл о своих насмешливых выражениях, когда очутился непосредственно лицом к лицу с русской культурой. Так насильственно вывезенная русская культура в лице измученных беженцев раскрыла глаза миру...
Для всех многосторонних отраслей эмигрантской культурной жизни нужно было создать центр, который бы с одинаковой любовью и независимо от местопребывания принял к себе всех, в ком горит живой пламень русского духа. Так возник этот дом.
Архитектором неоклассического здания Русского дома выступил военный инженер, участник белградской художественной группы К. Р. У. Г. (кисть-резец-уголь-готовальня), экс-начальник инженерных снабжений деникинской Добровольческой армии Василий Баумгартен (1879—1962). Этот проект выделяется экспертами как наиболее значимый не только в зодчестве архитектора, но и из всего построенного россиянами в Югославии.

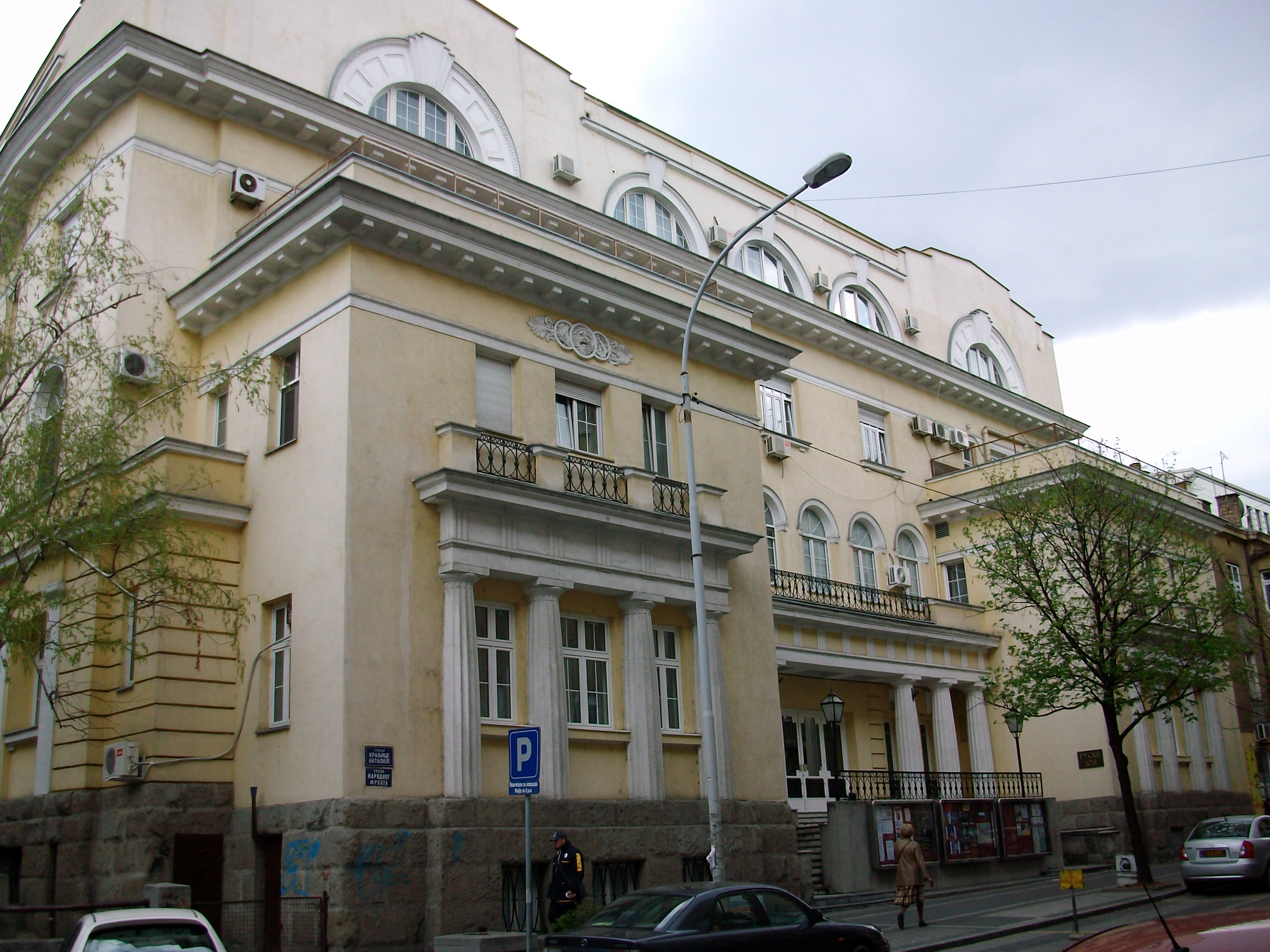
Фасад Русского дома

#### Реализация
Белградский Русский дом стал центром культурной, научной и религиозной жизни российской эмигрантской общины в межвоенные годы. Его девизом, по свидетельству югославского историка Мирослава Йовановича, стали поэтические строки Игоря Северянина — «Родиться русским слишком мало, им нужно быть, им нужно стать».
В Русском доме находились домовая церковь Покрова Пресвятой Богородицы, русско-сербская мужская и женская гимназии, начальная школа, гимнастический зал, русская публичная библиотека (созданная в 1920 году и переехавшая из здания Королевской академии наук), русский научный институт (основанный в 1928 году и переехавший из дома бывшего посольства Российской империи), русский общедоступный театр с залом на 750 мест, русское музыкальное общество, общество «Русский сокол», музей, посвящённый Николаю II, музей русской конницы и другие организации. Суточная посещаемость Дома превышала в среднем 2 тыс. человек.
Установившаяся в Югославии с января 1929 года монархическая диктатура, последовавшее в октябре 1934 года убийство короля Александра I и период регентства князя Павла Карагеоргиевича лишь упрочили внешнеполитический вектор Белграда. Приняв сторону Белого движения, королевская Югославия вплоть до июня 1940 года официально игнорировала существование Советской России. Положение изменилось в марте 1941 года после государственного переворота, в результате которого к власти был приведён 11-летний Пётр II Карагеоргиевич, пошедший на сближение с Советским Союзом.

### Период оккупации
После захвата и расчленения Югославии Третьим рейхом и его союзниками в ходе скоротечной Апрельской войны 1941 года Сербия оказалась под германской оккупацией и формальным управлением марионеточного правительства Милана Недича. Оккупационные власти разместили в здании Русского дома состоявшее из эмигрантов-коллаборационистов «Русское доверительное бюро» по защите интересов русской диаспоры.
По словам генерала-монархиста Михаила Скородумова, «в Русском доме, где находилось Бюро, все подвалы были забиты голодными русскими беженцами. С большим трудом была создана бесплатная столовая, но это не решало проблему…» В дальнейшем Скородумов занялся формированием на этой основе Русского охранного корпуса для карательных операций против местных коммунистов с перспективой отправки последнего на Восточный фронт в рядах вермахта.
В здании проходили занятия русской мужской и женской гимназии. Первая бомбардировка произошла в ночь на православную пасху, с 16 на 17 апреля 1944 года, когда американско-британская авиация разбомбила Белград. Русский дом тогда не пострадал, но ученики спустились в подвал, который служил бомбоубежищем, на время бомбёжки занятия отменялись. Занятия продолжались вплоть до советских бомбардировок Белграда, пока от советской бомбы не погибли гимназистка 7-го класса Мария Краснова вместе с братом и родителями. Занятия закончились за неделю до захвата Белграда Красной армией.
В 1944 году в ходе ожесточённых боёв Красной армии и НОАЮ за освобождение Белграда с вермахтом и Русским корпусом Русский дом сильно пострадал, его подвалы использовались как бомбоубежище от советских налётов. Кроме того, его библиотека утратила почти все свои обширные довоенные фонды. Несколько лет книгами и старыми подшивками газет и журналов из этой библиотеки (второй по значимости в русском зарубежье после Тургеневской библиотеки в Париже) топили котельную Русского дома в холода.

### Советский период
Накануне захвата Белграда Красной армией начался массовый исход русских беженцев на Запад, Русский дом опустел. По окончании войны это здание было передано правительством социалистической Югославии Советскому Союзу. В 1947 году оно было реконструировано по проекту архитектора Григория Самойлова (1904—1989), в его помещениях разместился Дом советской культуры (ДСК). В 1970—1978 годах в этом же доме находилась и Советская средняя школа при посольстве СССР в СФРЮ, позже она получила отдельный комплекс в Новом Белграде, а занимавшаяся ею часть здания ДСК была преобразована в жилой фонд для сотрудников российского посольства.
В 1991—1993 годах по экономическим причинам вследствие распада СССР само существование Дома как российского культурного центра было поставлено под вопрос: его планировалось передать под посольство одной из республик СНГ. Но эта идея не была реализована. В 1994 году после преобразования в Росзарубежцентр ранее существовавшего Союза советских обществ дружбы (ССОД) и культурной связи с зарубежными странами белградский ДСК был утверждён в обновлённом прежнем статусе и вновь переименован, с тех пор он носит своё сегодняшнее название.

## Современность

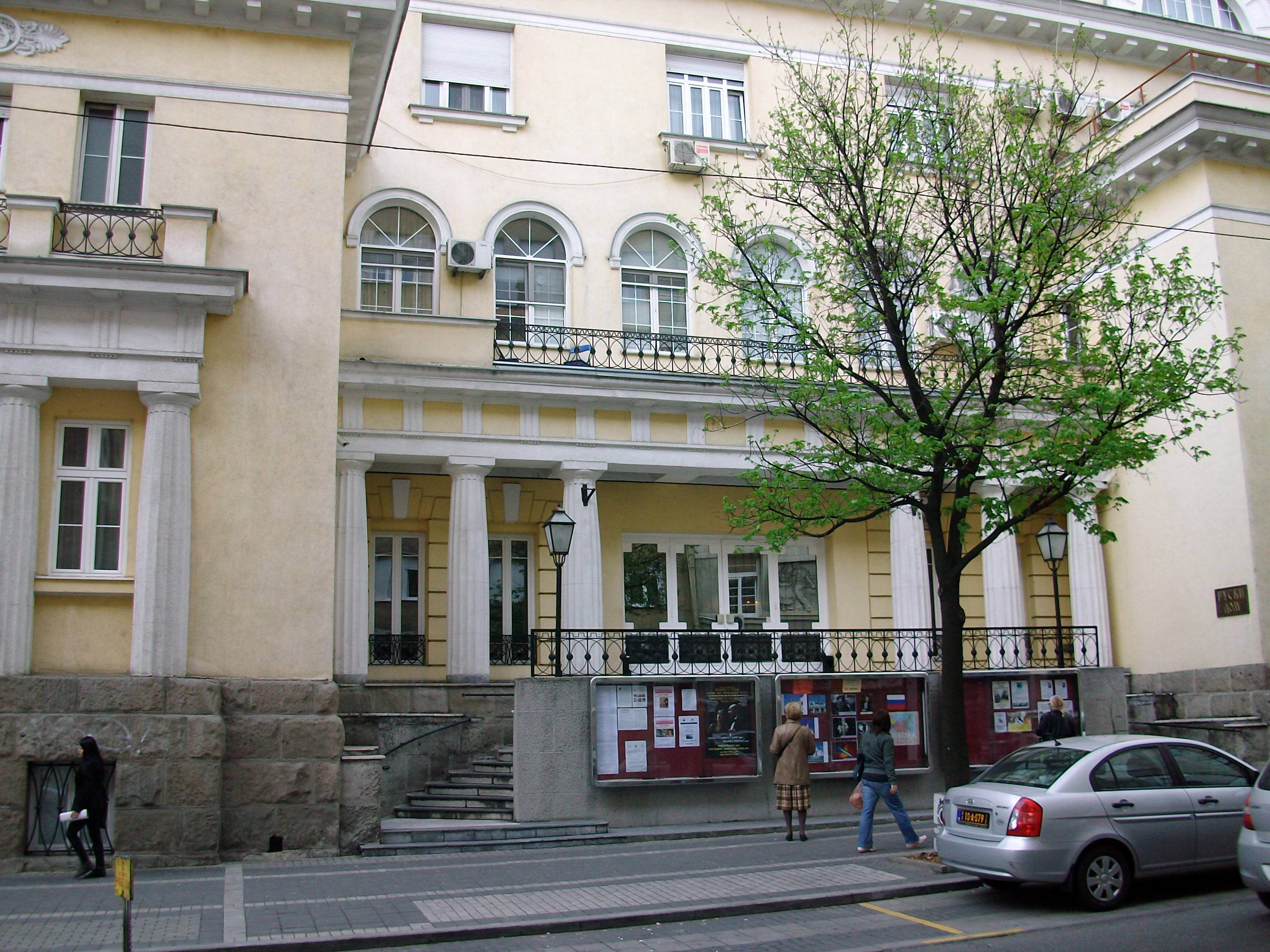
Главный вход Русского дома

В нынешнем Российском центре науки и культуры (РЦНК) находятся киноконцертный зал на 390 мест с хорошей акустикой, выставочный зал площадью 200 м², конференц-зал и музыкальный салон, а также одна из крупнейших русских библиотек в зарубежной Европе с читальным залом и книжным фондом более чем из 60 тыс. названий книг российских авторов, видео- и фонотекой. В мае 2015 года в мультимедийном центре библиотеки Русского дома был открыт удалённый электронный читальный зал расположенной в Санкт-Петербурге Президентской библиотеки.
В РЦНК функционируют курсы русского языка, детская студия русского народного танца «Матрёшка», Школа музыки имени Сергея Рахманинова. Среди периодически проводимых мероприятий — тематически связанные с Россией научно-технические и художественные выставки и презентации, регулярный показ новых российских художественных фильмов и мультфильмов, театральные спектакли, новогодние ёлочные представления.
Дом ни на день не прекращал работы даже во время бомбардировок Югославии странами НАТО в 1999 году, несмотря на то что некоторые мероприятия приходилось проводить тогда в экстремальных условиях. У Валентины Терешковой (тогдашнего руководителя Росзарубежцентра) хранятся осколки снаряда, который в те дни попал в Русский дом. А 24 мая того года, когда во всём Белграде отключилась электроэнергия, празднование Дня славянской письменности и культуры состоялось при свечах — и в дальнейшем этот праздник стал отмечаться в РЦНК именно так, при свечах.
Благодарной аудиторией Русского дома, помимо собственно сербского населения, а также семей сотрудников дипломатической миссии России (около 1 тыс. человек), является и диаспора: по официальным данным, в Сербии ныне проживает 3,5 тыс. российских соотечественников, а всего в этой стране насчитывается 250—300 тыс. граждан русского происхождения. Кронпринц Александр Карагеоргиевич, сын Петра II и наследник сербского престола, на праздновании в 2013 году 80-летия Русского дома сказал:
О Русском доме знают в Белграде абсолютно все, и этот факт говорит сам за себя.